# ریمه

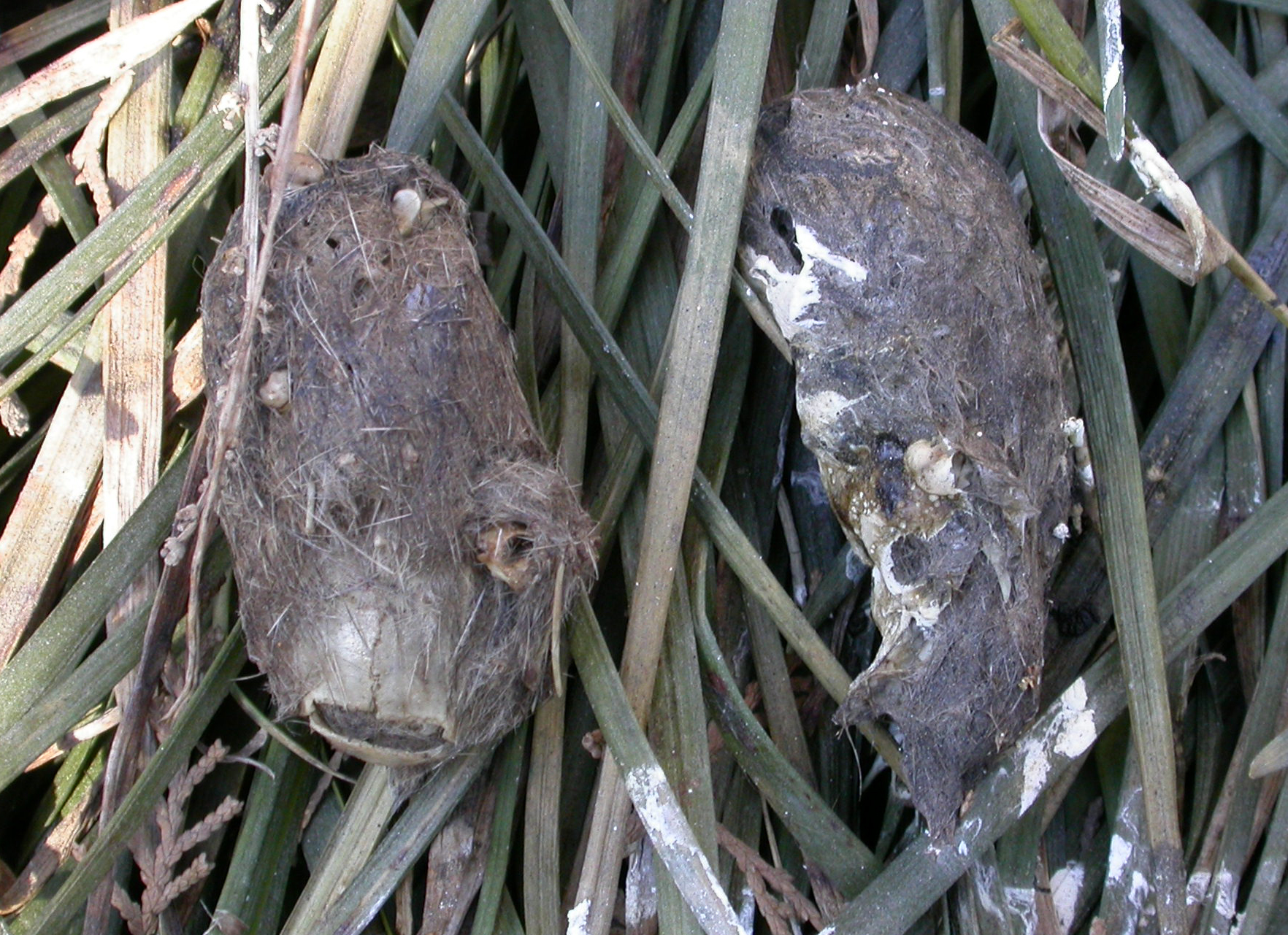
ریمهٔ یک جغد گوش‌دراز

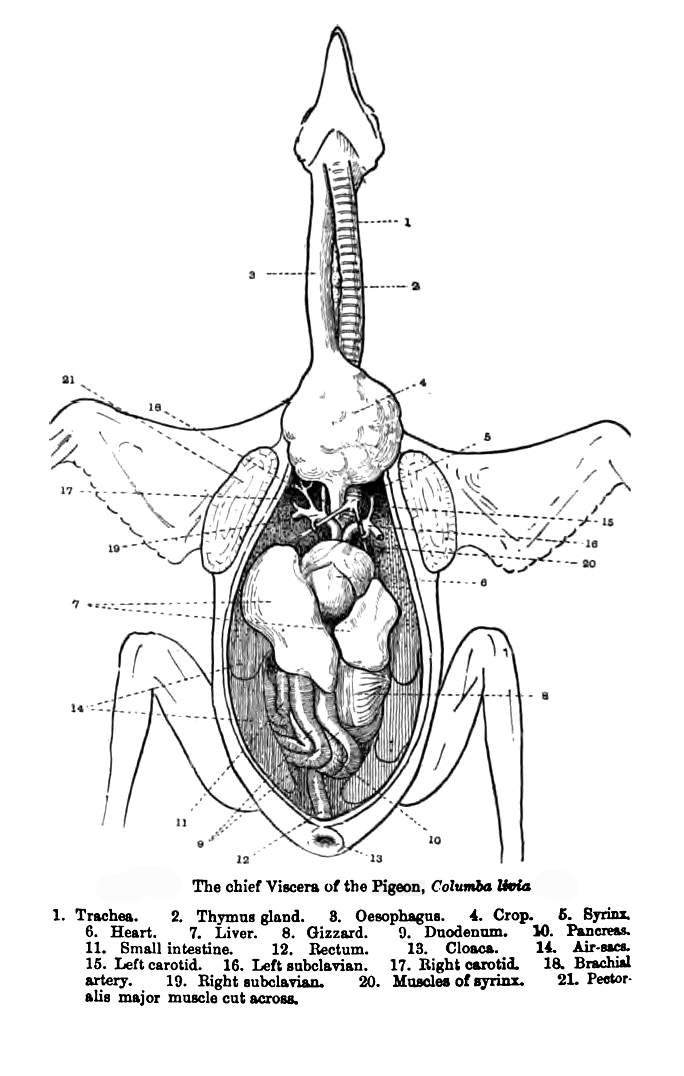
مجرای گوارش یک پرنده

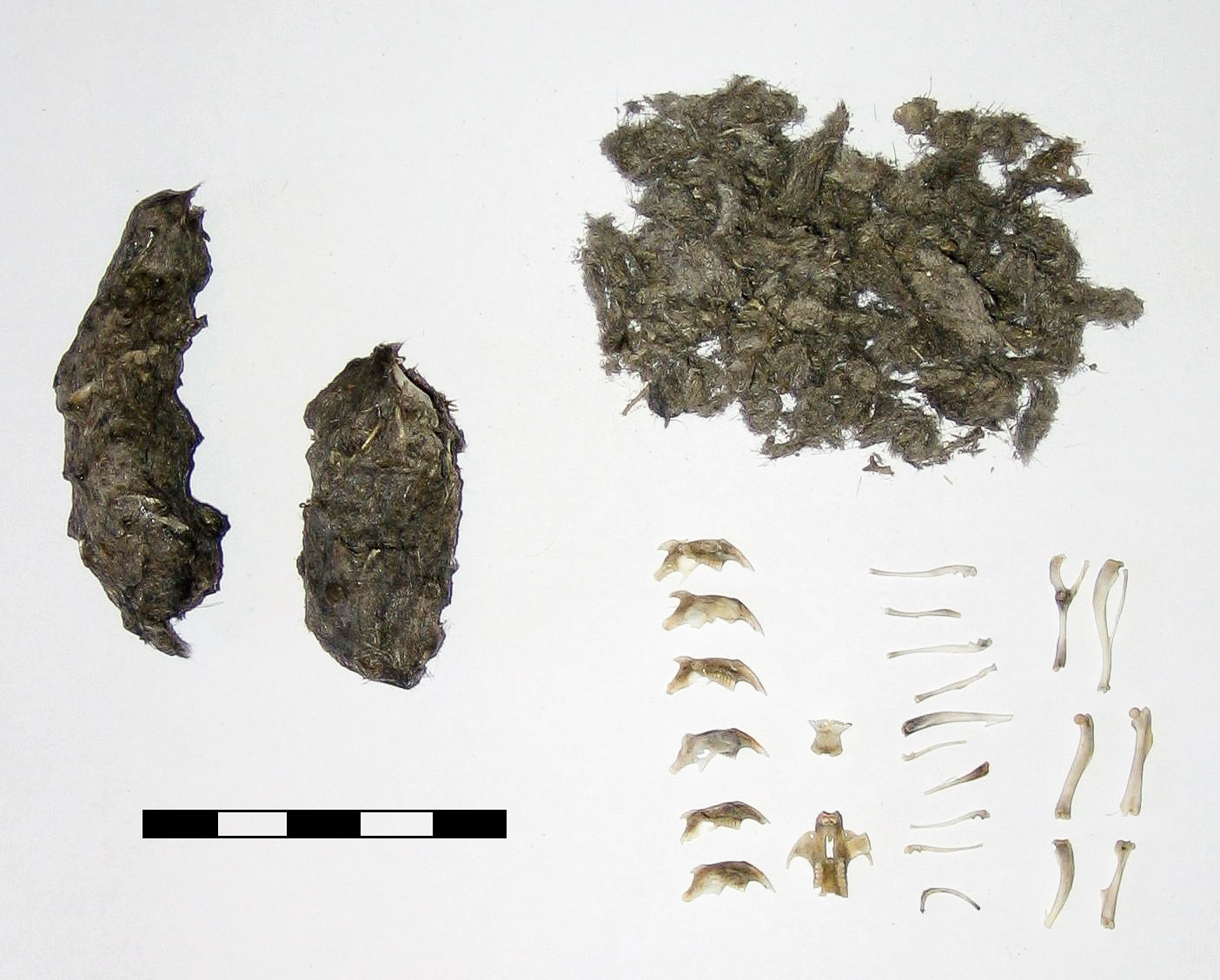
ریمه‌های جغد گوش‌دراز و استخوان‌های جوندگان به دست آمده از ریمه‌های جداشده (۱ نوار = ۱ سانتی‌متر)

ریمه یا پلت (به انگلیسی: Pellet)، در پرنده‌شناسی، توده‌ای از بخش‌های هضم‌نشده غذای پرنده است که برخی از گونه‌های پرنده گهگاه آن را پس می‌زنند. محتویات ریمه پرنده به رژیم غذایی آن بستگی دارد، اما می‌تواند شامل اسکلت بیرونی حشرات، مواد گیاهی هضم‌ناپذیر، استخوان، خز، پر، نوک، پنجه و دندان باشد. در بازداری به تولید ریمه، گلوله‌سازی (casting) می‌گویند.
عبور ریمه‌ها به پرنده اجازه می‌دهد تا مواد هضم‌ناپذیر را از پیش‌معده یا معده غده‌ای خود خارج کند. در پرندگان شکاری، برگشت ریمه‌ها به طریق دیگری، با «پاک‌سازی» بخش‌هایی از دستگاه گوارش، از جمله مری به سلامت پرنده کمک می‌کند. ریمه‌ها ظرف شش تا ده ساعت پس از غذا در سنگدان پرنده (معده ماهیچه‌ای) تشکیل می‌شوند.
پرنده‌شناسان ممکن است ریمه‌های یک گونه را در طول زمان جمع‌آوری کنند تا تغییرهای فصلی در عادات غذایی آن را تجزیه و تحلیل کنند. یکی از مزایای جمع‌آوری ریمه‌ها این است که امکان تعیین رژیم غذایی بدون کشتن و تشریح پرنده را فراهم می‌کند. ریمه‌ها بستگی به گونه در مکان‌های مختلفی یافت می‌شوند. به‌طور کلی، این مکان‌ها جاهایی برای جوجه‌کشی و لانه‌سازی هستند: برای بیشتر شاهین‌ها و جغدها، در زیر درختان مخروطیان و برای جغدهای انبار، در پای صخره‌ها یا در انبارها و سیلوها است. برای گونه‌های دیگر جغدها، در لانه‌هایشان یا در علف‌زارهای مردابی و صحرایی است.

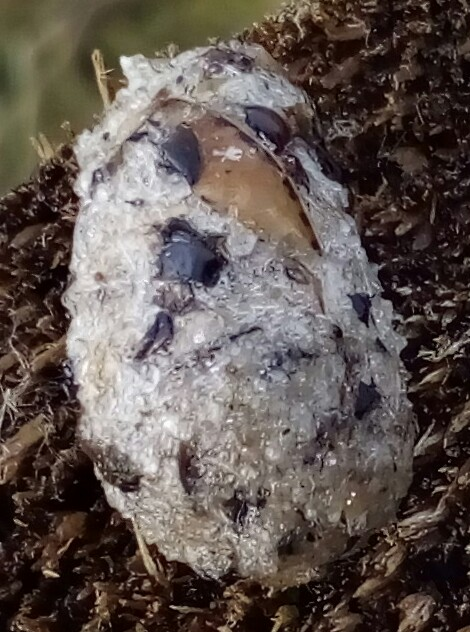
ریمه یک ماهی‌خورک معمولی

ریمه‌های باز و جغد خاکستری یا قهوه‌ای هستند و شکل آنها از کروی تا مستطیلی یا پلاگین است. در پرندگان بزرگ، طول آنها یک تا دو اینچ و در پرندگان آوازخوان حدود نیم اینچ است. بسیاری از گونه‌های دیگر ریمه تولید می‌کنند، از جمله کشیم‌ها، حواصیل‌ها، باکلان‌ها، کامایی‌ها، پرستودریایی‌ها، ماهی‌خورک‌ها، کلاغ‌ها، زاغ‌ها، زیرآبروک‌ها، سنگ‌چشم‌ها، پرستوها و بیشتر پرندگان ساحلی.
پرنده‌شناسان در هنگام بررسی ریمه‌ها موارد جالبی را در آنها کشف کرده‌اند - حتی حلقه‌های پرندگان که زمانی به گونه کوچک‌تری که توسط پرنده شکارچی مصرف می‌شد، پیوند می‌خورد. در ایالات متحده، ریمه‌های جغد جیغ‌کش دارای حلقه‌هایی از یک موس تافت، چرخ‌ریسوی سرسیاه و سهره طلایی آمریکایی است. در سال ۱۹۶۶، یک ریمه عقاب طلایی در اورگان کشف شد که دارای حلقه‌ای بود که چهار ماه پیش روی یک گیلار آمریکایی و ۱٬۶۰۰ کیلومتر (۹۹۰ مایل) دور در جنوب کالیفرنیا گذاشته شده بود.
مو، استخوان و دیگر بخش بدن (مانند اندام‌ها، تکه‌های پوست و حتی مدفوع) جوندگان موجود در ریمه‌های جغد ممکن است دارای ویروس‌ها و باکتری‌های جوندگان زنده باشند. به همین دلیل گاهی پیش از مطالعه استریل می‌شوند. اسمیت و همکاران دو شیوع سالمونلا تیفی‌موریوم ناشی از ریمه را در مدارسی که ریمه‌های غیراستریل تشریح می‌کردند، توصیف کرد. جوندگان از ریمه‌های جغد اجتناب می‌کنند، ظاهراً به دلیل پتانسیل عفونی آنها.

## در بازداری
در بازداری، گلوله‌سازی شامل زبرسازی (roughage) غذای شاهین است که بعداً برای پاک‌سازی چینه‌دان بازگردانده می‌شود. شاهین‌ها در طبیعت به میل خود مواد هضم‌نشده را به شکل گلوله‌های کوچکی از خز، پر و دیگر مواد غیرقابل هضم تولید می‌کنند که چند ساعت پس از خوردن، دوباره آن‌ها را بازمی‌گرداند. از علوفه مورد استفاده برای شاهین در اسارت، دو نوع وجود دارد: پر و پنبه. که دومی عموماً به صورت گلوله‌هایی به اندازه فندق است که از پنبه نرم و نرم ساخته می‌شود و بعد از شام به مکان شاهین منتقل می‌شود. در صبح شاهین آنها را بیرون می‌اندازد و در آن زمان باید از نظر رنگ و وضعیت آنها بررسی شود تا وضعیت بدن شاهین مشخص شود. اگر گرد، سفید، بدون بو یا خیلی نمناک ریخته شوند، پس شاهین سالم است. در غیر این صورت، به خصوص اگر سیاه، سبز، لزج، یا مانند آن باشد، شاهین بیمار است.
گلوله‌سازی پرها نیز به همین ترتیب مورد بررسی قرار می‌گیرد. پرهای زردرنگ جوجه خروس یک‌روزه که یک رژیم غذایی رایج در میان شاهین‌های در اسارت است، می‌تواند برای تحریک گلوله‌سازی کافی باشد. با این حال، خز خرگوش و پرهای پرندگان شکارشونده برای این منظور مناسب‌تر است.
گلوله‌سازی روزانه در یک زمان مشخص انجام می‌شود، مشروط بر اینکه شاهین‌ها در همان زمان روزانه پرواز کنند. شاهین‌های در اسارت معمولاً بلافاصله پیش از پرواز وزن می‌شوند. اگر روز پیشین با زبرسازی تغذیه شده‌اند، باید پیش از وزن کردن، آن را بیرون بریزند تا از اندازه‌گیری نادرست جلوگیری شود.
گلوله‌سازی بخشی ضروری از بقای شاهین است. نه تنها چینه‌دان را پاک می‌کند، بلکه زبرسازی که پس داده می‌شود، باکتری‌ها را از دیواره‌های چینه‌دان پاک می‌کند. اگر برای شاهین‌های در اسارت این زبرسازی ضروری تهیه نشود و در عوض به سادگی تنها با گوشت تغذیه شوند، به شدت بیمار می‌شوند و نمی‌توانند در طبیعت رهاسازی شوند.